# Танці (альбом)
Танці — касета гурту Воплі Відоплясова, яка не вважається офіційною, хоча свого часу активно ходила по руках.  Містить раритетні, артефактні речі.

## Композиції
1. Танці
2. Я летел
3. Оля
4. Махатма
5. Краков'як рок
6. Товарищ майор
7. Політрок
8. Полонина
9. Були деньки
10. Музика
11. Рассвет
12. Гей, налягай
13. Колискова
14. Гей! Любо!